# Enkel funktion

Exempelvis är stegfunktioner enkla funktioner.

En enkel funktion är inom matematisk analys en funktion som endast antar ett ändligt antal värden. Ett enkelt exempel är takfunktionen på intervallet {\displaystyle [0,9]} som endast antar värden {\displaystyle \{0,1,2,3,4,5,6,7,8,9\}}. Ett annat exempel är Dirichlets funktion som endast antar värden 0 (för irrationella tal) och 1 (för rationella tal). Enkla funktioner används i första stadiet av konstruktionen av exempelvis Lebesgueintegralen, då det är väldigt lätt att integrera över en enkel funktion.

## Definition
En enkel funktion kan uttryckas som en linjärkombination av indikatorfunktioner, {\displaystyle \chi _{A_{k}}},  av mätbara mängder. Om {\displaystyle (X,F)} är ett mätbart rum, {\displaystyle A_{1},A_{2},...,A_{n}} är en följd av mätbara mängder och {\displaystyle a_{1},a_{2},...,a_{n}} en följd av tal, är
{\displaystyle f(x)=\sum _{k=1}^{n}a_{k}\chi _{A_{k}}(x)}
en enkel funktion.

## Egenskaper
Summor, skillnader och produkter av enkla funktioner är återigen enkla funktioner, så att mängden av alla enkla funktioner bildar en kommutativ algebra över en kropp.
För varje icke-negativ mätbar funktion f från ett måttrum X till de reella talen existerar det en följd av enkla funktioner {\displaystyle 0\leq s_{1}\leq s_{2}\leq ...\leq f} så att 
{\displaystyle s_{n}(x)\to f(x)}
likformigt när {\displaystyle n\to \infty }.

## Integration
Om {\displaystyle (X,F,\mu )} är ett måttrum, så är integralen av en enkel funktion {\displaystyle f} med avseende på {\displaystyle \mu }:
{\displaystyle \int f\,d\mu =\sum _{k=1}^{n}a_{k}\mu (A_{k})}
om alla summander är ändliga.